# Сарилах (стибієве родовище)
Сарилах — родовище стибію в Якутії, РФ. Родовище кварц-антимонітової формації належить до класу плутоногенних гідротермальних родовищ. 
Розробляється підземним способом.
Станом на початок ХХІ ст. ЗАТ «Сарилах-Сурма» (Республіка Саха (Якутія) — єдине російське підприємство по видобутку стибію і виробництву стибієвих концентратів.
Шахта «Сарилах» максимально видобуває 36 тис. т стибієвої руди.